# Andrena mackieae
Andrena mackieae är en biart som beskrevs av Cockerell 1937. Andrena mackieae ingår i släktet sandbin, och familjen grävbin. Inga underarter finns listade i Catalogue of Life.